# Варендорф
Варендорф (њем. Warendorf) град је у њемачкој савезној држави Северна Рајна-Вестфалија. Једно је од 13 општинских средишта округа Варендорф. Према процјени из 2010. у граду је живјело 38.268 становника. Посједује регионалну шифру (AGS) 5570052, NUTS (DEA38) и LOCODE (DE WAD) код.

## Географски и демографски подаци
Варендорф се налази у савезној држави Северна Рајна-Вестфалија у округу Варендорф. Град се налази на надморској висини од 63 метра. Површина општине износи 176,8 km². У самом граду је, према процјени из 2010. године, живјело 38.268 становника. Просјечна густина становништва износи 216 становника/km².

## Међународна сарадња
| Мјесто     | Држава               | Врста сарадње | Од    |
| ---------- | -------------------- | ------------- | ----- |
| Барантен   | Француска            | партнерство   | 1965. |
| Питерсфилд | Уједињено Краљевство | партнерство   | 2006. |
|            | Пољска               | партнерство   | 2004. |
|            | Француска            | партнерство   | 1972. |
| Извор      |                      |               |       |